# Império do Divino Espírito Santo de Santa Cruz das Ribeiras

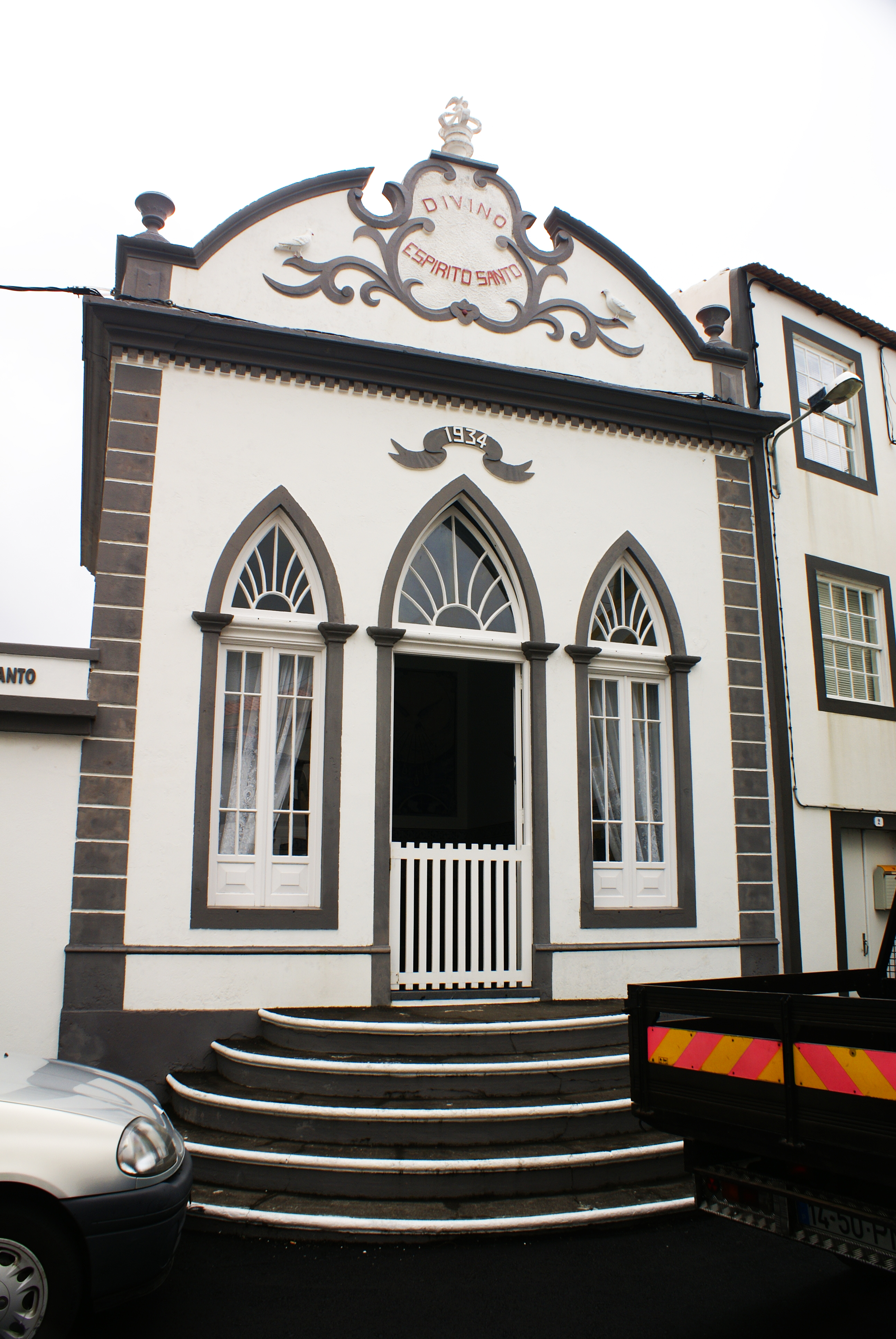
Império do Espírito Santo de Santa Cruz das Ribeiras.

O Império do Divino Espírito Santo de Santa Cruz das Ribeiras é um Império do Espírito Santo português que se localiza no lugar de Santa Cruz das Ribeiras, freguesia das Ribeiras, concelho das Lajes do Pico, ilha do Pico, arquipélago dos Açores.
Este império do Divino foi construído no século XX, mais precisamente em 1934, data que ostenta na fachada.